# Povoação Velha

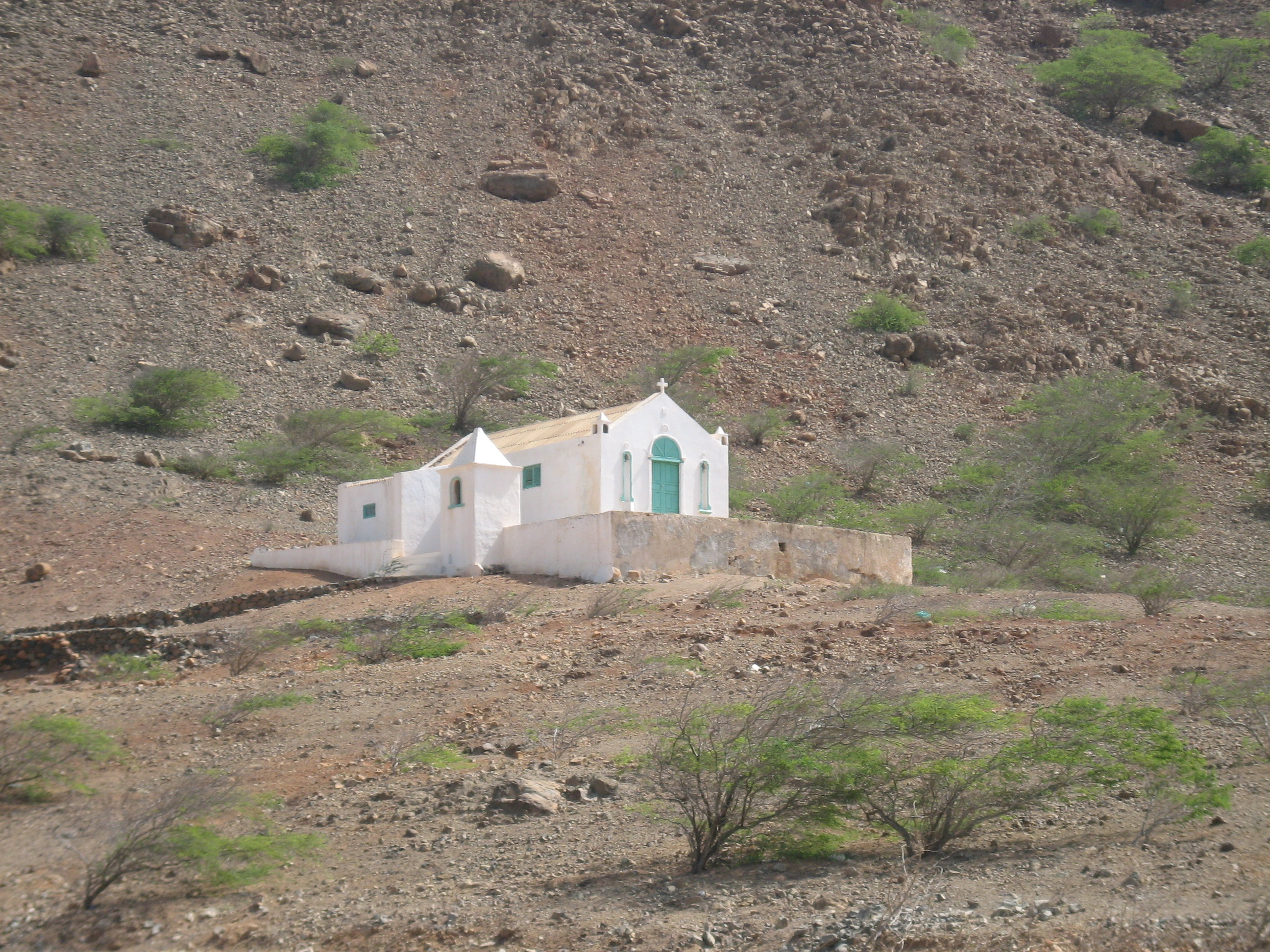
Nossa Senhora da Conceição

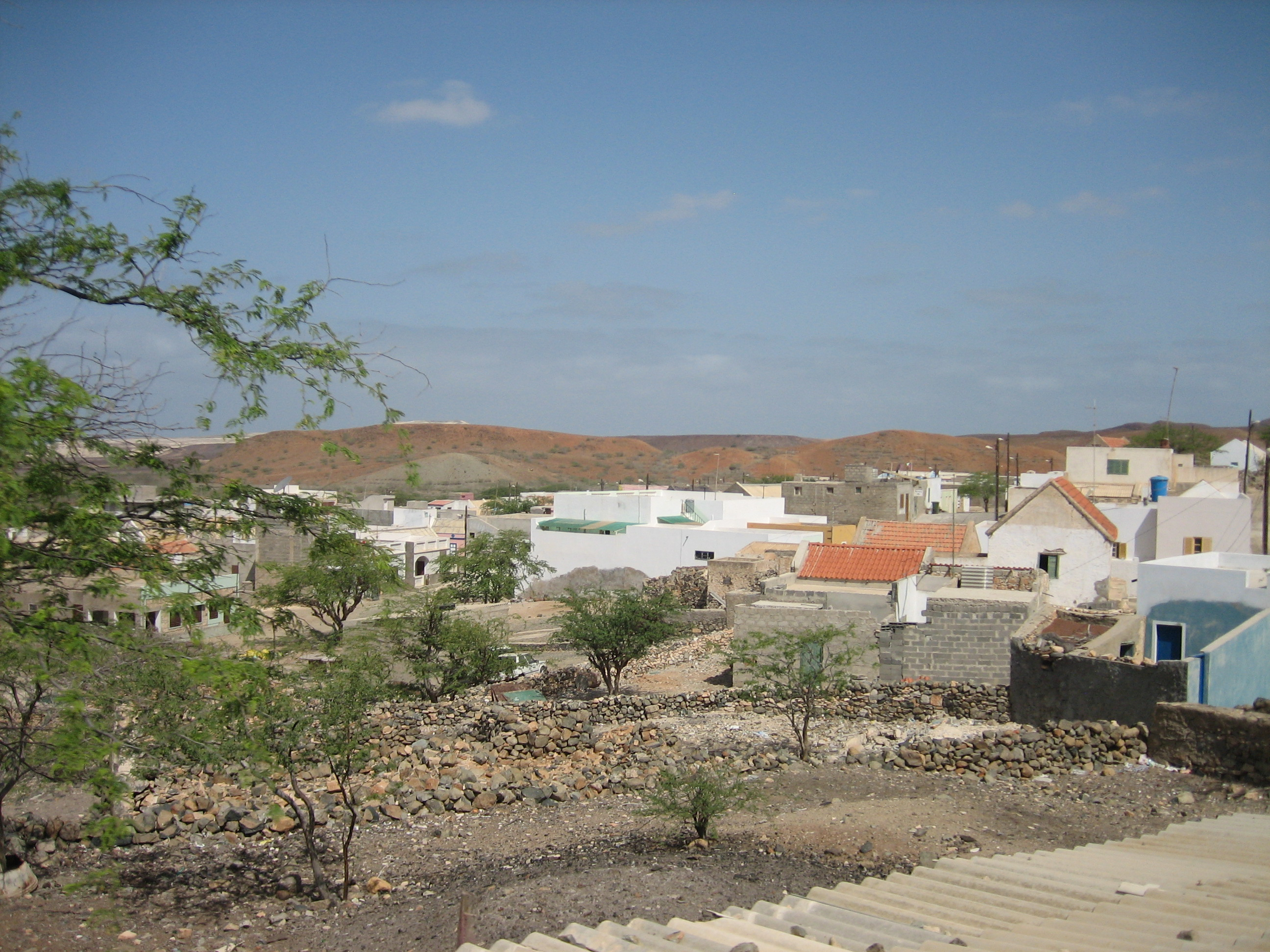
Blick über den Ort

Povoação Velha (in kapverdischem Kreol [ALUPEC]: Povoason Bédja) ist eine Ortschaft im Südwesten der Insel Boa Vista von Kap Verde, etwa 25 Kilometer südlich der Inselhauptstadt Sal Rei und 15 Kilometer südlich von Rabil.
Povoação Velha hat ungefähr 300 Einwohner. Es ist der älteste Ort auf der Insel. Die Kirche Nossa Senhora da Conceição stammt aus dem Jahr 1828.
Der Ort gilt als ärmster der Insel.